# Джонсон (город, Миннесота)
Джонсон (англ. Johnson) — город в округе Биг-Стон, штат Миннесота, США. На площади 0,8 км² (0,8 км² — суша, водоёмов нет), согласно переписи 2002 года, проживают 32 человека. Плотность населения составляет 40,1 чел./км².
- FIPS-код города — 27-32012[1]
- GNIS-идентификатор — 0645674[2]